# Грей, Альфред Мейсон
Альфред Мейсон Грей мл. (англ. Alfred M. Gray, Jr.; 22 июня 1928, Канзас-Сити, Миссури — 20 марта 2024, Алегзандрия, Виргиния) — генерал корпуса морской пехоты в отставке, 29-й комендант корпуса морской пехоты в отставке (1987—1991). Ушёл в отставку после 41-летней службы в рядах корпуса.

## Биография
Родился 22 июня 1928 года в семье Эмили и Альфреда Мейсона Грея. Вырос в Пойнт-Плизант, Нью-Джерси.
Окончил колледж Лафайетта, получил степень бакалавра искусств в университете штата Нью-Йорк. Получил почётные степени в колледже Лафайетта, университетов Монмута, Норвича, Франклина, Национального колледжа разведки.
20 июля 1980 года женился на Ян Госст из Берлингтона (штат Вермонт).
В 1950 году вступил в ряды корпуса морской пехоты. Служил за границей в составе Fleet Marine Force (FMF) на Тихом океане, получил звание сержанта. В апреле 1952 года был произведён в лейтенанты. Поскольку Грей начал службу с рядового состава он является т. н. «мустангом». Это вызывает больше уважения в корпусе, так как «мустанги» сочетают знания офицера с практичностью рядового состава. Он проходил службу в составе 11-го и 7-го полка морской пехоты 1-й дивизии морской пехоты в Корее, 8-го полка 2-й дивизии морской пехоты на базе Кэмп-Лэджен, штат Северная Каролина и в штабе корпуса морской пехоты (Вашингтон). Он служил на Гуантанамо и во Вьетнаме.
В октябре 1965 года майор Грей присоединился к 12-му полку 3-й дивизии морской пехоты во Вьетнаме. Он занимал посты офицера связи полка, офицера по подготовке и воздушного артиллерийского наблюдателя. В апреле 1967 года он принял командование сводным артиллерийским батальоном и американскими силами свободного мира в Го Линь. В сентябре 1967 года он получил назначение в 3-ю группировку сил высадки в Дананге, где до февраля 1968 года возглавлял 1-й радиобатальон 1-го корпуса. После краткой службы в США он вернулся во Вьетнам и служил там с июня по сентябрь 1969 года в связи с вопросами наблюдения и разведки 1-го корпуса.
После службы во Вьетнаме Грей командовал 1-м батальоном 2-го полка, командой высадки батальона, 2-м полком, 4-м полком, был командиром лагеря Кэмп-Хансен на Окинаве. Командуя 33-м амфибийным отрядом и полковой командой высадки-4 и одновременно являясь старшим офицером 9-й амфибийной бригады морской пехоты, Грей руководил операциями по эвакуации из юго-восточной Азии в 1975 году.
В марте 1976 года Альфред Грей был произведён в бригадные генералы и возглавил командование учебной частью сил высадки Атлантики и 4-ю амфибийную бригаду морской пехоты. В феврале 1980 года Грей был повышен в звании до генерал-майора и в июле 1981 года принял командование над 2-й дивизией морской пехоты на базе Кэмп-Лэджен, штат Северная Каролина. 29 августа 1984 года Грей получил звание генерал-лейтенанта и возглавил 2-ю группировку экспедиционных сил морской пехоты на Атлантике, а затем в Европе.
1 июля 1987 года Грей был произведён в генералы и по рекомендации военно-морского министра Джима Вебба был назначен комендантом корпуса морской пехоты.
В качестве напоминания, что основным долгом каждого морского пехотинца является служба в стрелковых подразделениях Грей, единственный из всех комендантов, снялся для официальной фотографии в камуфляжной форме.
Грей появился как камео в серии второго сезона комедийного сериала Major Dad посвящённого 215-й годовщине корпуса морской пехоты. В 1980-х он появился в программе 60 Minutes где обратился к выпускному классу военно-морской академии. Он обобщил сущность лидерства на военной службе или на гражданке: «Если вы присоединитесь к моим морским пехотинцам, я хочу чтобы вы знали — ваша главная работа заботиться о мужчинах и женщинах, которых вы имеете честь возглавлять».
Исследовательский центр на базе морской пехоты Куантико назван в честь Грея. Центр состоит из архивов корпуса и особых коллекций, библиотеки базы и научной библиотеки университета корпуса морской пехоты, конференц-центр. Грей регулярно заходил туда и жертвовал недавно прочтённые им книги.
Грей состоял в составе Совета директоров или советников следующих компаний:
- American Defense Systems, Inc. (с января 2008)
- American Public University System— почётный председатель и член совета попечителей[7]
- The Columbia Group, частная компания предоставляющая технические услуги, работающая на вооружённые силы СШАa
- GlobeSecNine, частная финансовая инвестиционная компания.
- Integrity Applications Inc., частная компания по обеспечению информацией и безопасности.
- Potomac Institute for Policy Studies, некоммерческий институт исследований общественной политики — занимает пост старшего научного сотрудника и председателя совета попечителей[2]
- Semper Fi Fund, некоммерческая организация оказывающая помощь раненым, тяжело больным военнослужащим и членам их семей после получения ими неотложной помощи (Председатель совета с самого создания фонда в 2004)
- SENSIS Corporation, частная коммерческая работающая на радиолокацию обороны (с 2000)[2]
- SYS Technologies, Inc., компания информационных решений[2]
- Norwich University член совета попечителей.

Грей также состоял в следующих обществах:
- 2nd Marine Division Association
- Marine Corps Association
- Khe Sanh Veterans, Inc.
- Marine Corps League

Скончался 20 марта 2024 года в своём доме в Алегзандрии, штат Виргиния в возрасте 95 лет.

## Награды
| Бронзовый пучок дубовых листьев                                               | Золотая звезда повторного награждения |                                       | |
|                                                                               |                                       | Золотая звезда повторного награждения | Золотая звезда повторного награждения · Золотая звезда повторного награждения · Золотая звезда повторного награждения |
| Золотая звезда повторного награждения · Золотая звезда повторного награждения |                                       |                                       | |
| Золотая звезда повторного награждения                                         | Бронзовая звезда за службу            |                                       | Бронзовая звезда за службу                                                                                            |
|                                                                               |                                       | Бронзовая звезда за службу            | |
| Бронзовая звезда за службу                                                    |                                       |                                       | |
|                                                                               |                                       |                                       | |
|                                                                               |                                       |                                       | |

| Медаль министерства обороны «За выдающуюся службу» с бронзовым дубовым листом | Медаль «За выдающуюся службу» (ВМС США) с золотой звездой повторного награждения | Медаль «За выдающиеся заслуги» (армия)                                 | Медаль «За выдающуюся службу» (ВВС США)                                   |
| Coast Guard Distinguished Service Medal                                       | Серебряная звезда                                                                | Орден «Легион почёта» с кластером «V» и звездой повторного награждения | Бронзовая звезда с кластером «V» и тремя звёздами повторного награждения. |
| Пурпурное сердце с двумя звёздами повторного награждения                      | Медаль похвальной службы                                                         | Joint Service Commendation Medal                                       | Navy and Marine Corps Commendation Medal                                  |
| Боевая ленточка со звездой повторного награждения                             | Благодарность президента США со служебной звездой                                | Благодарность части Военно-морского флота с двумя служебными звёздами  | Похвальная благодарность армейской воинской части со служебной звездой    |
| Медаль «За безупречную службу» (морская пехота)                               | Медаль за службу национальной обороне с двумя служебными звёздами                | Медаль «За службу в Корее» со служебной звездой                        | Медаль экспедиционных вооружённых сил                                     |
| Медаль «За службу во Вьетнаме» со служебной звездой                           | Sea Service Deployment Ribbon                                                    | Благодарность президента Республики Корея                              | Крест за храбрость с пальмовым листом — (Южный Вьетнам)                   |
| Медаль «За гражданские действия» — (Южный Вьетнам)                            | Медаль «За службу ООН в Корее»                                                   | Медаль вьетнамской кампании                                            | Медаль «За службу на Корейской войне»                                     |
| Office of the Joint Chiefs of Staff Identification Badge                      |                                                                                  |                                                                        |                                                                           |

В 1991 году Грей удостоился Distinguished Sea Service Award согласно Naval Order of the United States.